# Distrito de Dendermonde
El Distrito de Dendermonde (en neerlandés: Arrondissement Dendermonde; en francés: Arrondissement de Termonde) es uno de los seis distritos administrativos de la Provincia de Flandes Oriental, Bélgica. Posee la doble condición de distrito judicial y administrativo. El distrito judicial de Dendermonde también incluye los municipios del distrito de San Nicolás y los del distrito de Alost (excepto Geraardsbergen, Herzele, Sint-Lievens-Houtem y Zottegem).

## Historia
El distrito de Dendermonde fue creado en 1800 como el tercer distrito del antiguo Departamento de Escaut (en neerlandés: Departement Schelde). Estuvo originalmente compuesto por los cantones de Aalst, Beveren, Dendermonde, Hamme, Lokeren, Sint-Gillis-Waas, Sint-Niklaas, Temse, Wetteren y Zele. En 1814, el municipio de De Klinge, perteneciente al distrito de Eeklo fue incluido en el distrito.
En 1818, fueron creados los distritos de Alost y San Nicolás. 

## Lista de municipios
- Berlare
- Buggenhout
- Dendermonde
- Hamme
- Laarne
- Lebbeke
- Waasmunster
- Wetteren
- Wichelen
- Zele

- Datos: Q90960